# Akramjon Komilov
Akramjon Komilov (Kokand, 14 marzo 1996) è un calciatore uzbeko, difensore dell'AGMK Olmaliq.

## Carriera

### Club
Ha esordito in Uzbekistan Super League il 3 agosto 2014 disputando con il Bunyodkor l'incontro vinto 0-2 contro il Qizilqum.

### Nazionale
Ha giocato nelle nazionali giovanili uzbeke Under-17, Under-19, Under-20 ed Under-23; con l'Under-20 nel 2015 ha anche partecipato al Mondiale di categoria.
Ha debuttato con la nazionale maggiore uzbeka il 14 febbraio 2016, nell'amichevole vinta per 2-0 con il Libano. Con l'Under-23 ha vinto la Coppa d'Asia di categoria nel 2018.

## Palmarès

### Club

#### Competizioni nazionali
- Campionato uzbeko: 2

Paxtakor: 2019, 2020
- Coppa dell'Uzbekistan: 2

Paxtakor: 2019, 2020
- Supercoppa dell'Uzbekistan: 1

Bunyodkor: 2014